# Királyka (település)
Királyka (1886-ig Králike, szlovákul: Králiky) község Szlovákiában, a Besztercebányai kerületben, a Besztercebányai járásban.

## Fekvése
Besztercebányától 8 km-re nyugatra fekszik.

## Története
A település 1696 után keletkezett a Radvánszky család birtokán. 1773-ban említik először. 1828-ban 26 házában 184 lakos élt, akik mezőgazdasággal, faeszközök készítésével, erdei munkákkal foglalkoztak. A 19. századtól a közeli üzemekben dolgoztak.
Fényes Elek 1851-ben kiadott geográfiai szótárában így ír a faluról: „Králik, tót falu, Zólyom vmegyében, hegyoldalban szétszórva, a tajovai völgy felett, ut. p. Beszterczebánya. A föld termése silány, terem benne mégis árpa, zab, káposzta, kolompér és jó gyümölcs. A tehéntartás dicséretes és hasznos. Urbériség itt nincs, hanem a földesurnak van majorsága. Lakja 124 kath., 108 evang. Farbenicza patak hasitja határát. Birja a Radvánszky család.”
A 20. században megindult a szénbányászat, a faluban szeszfőzde is üzemelt. A trianoni diktátumig területe Zólyom vármegye Besztercebányai járásához tartozott.
1945-ig birtokosa a Radvánszky család volt.

## Népessége
| Év:            | 1994. | 2004.    | 2014.    | 2024.    |
| -------------- | ----- | -------- | -------- | -------- |
| Emberek száma: | 459   | 542      | 638      | 712      |
| Eltérés:       |       | +18,08 % | +17,71 % | +11,59 % |

| Év:            | 2023. | 2024.   |
| -------------- | ----- | ------- |
| Emberek száma: | 715   | 712     |
| Eltérés:       |       | -0,41 % |

1910-ben 412, túlnyomórészt szlovák lakosa volt.
2001-ben 528 lakosából 519 szlovák volt.
2011-ben 620 lakosából 596 szlovák.

## Nevezetességei
- A község határában kiváló sípályák találhatók kiszolgáló létesítményekkel.

## Képtár

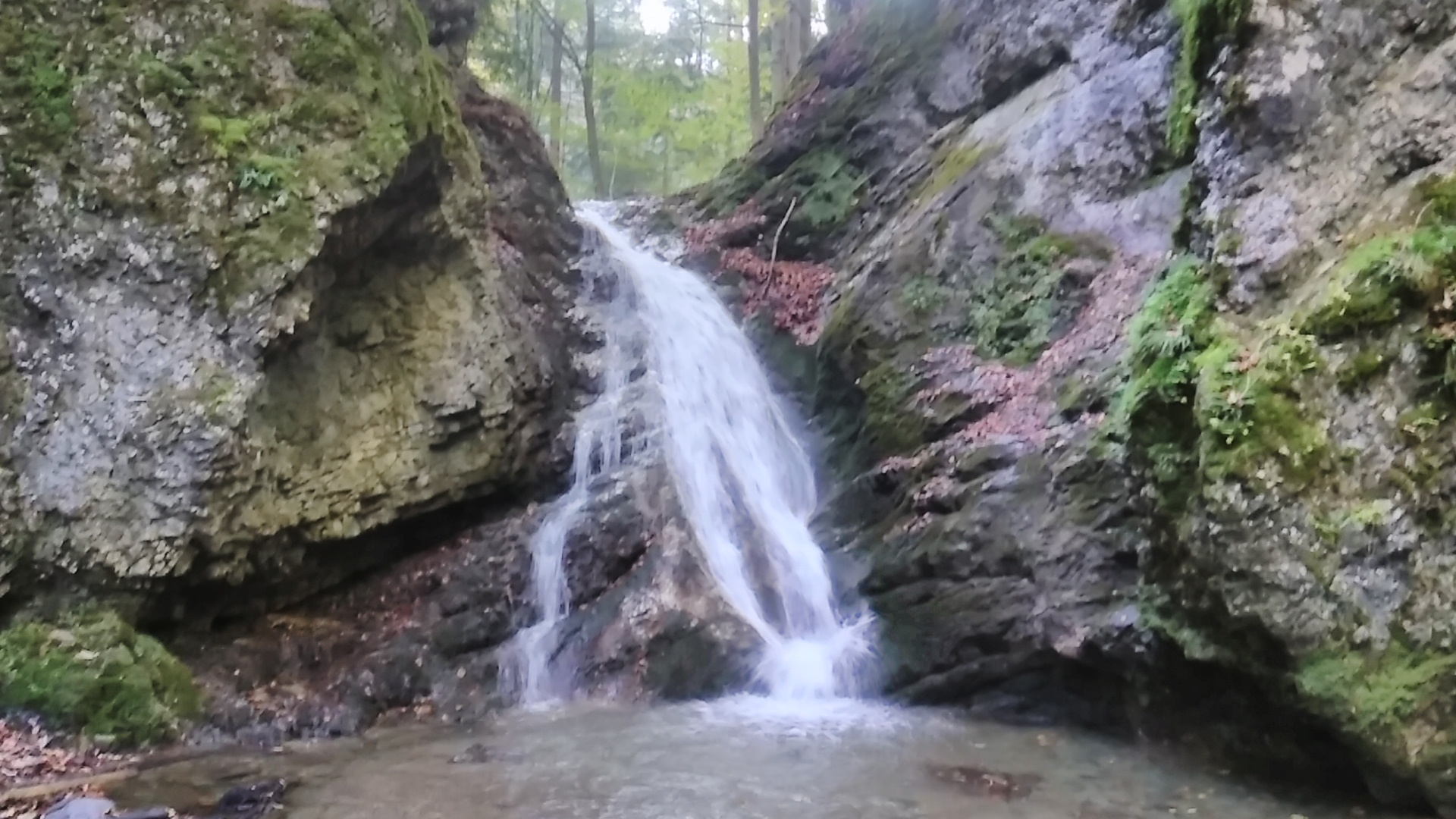
Vízesés, Királykai szurdok, természetvédelmi terület
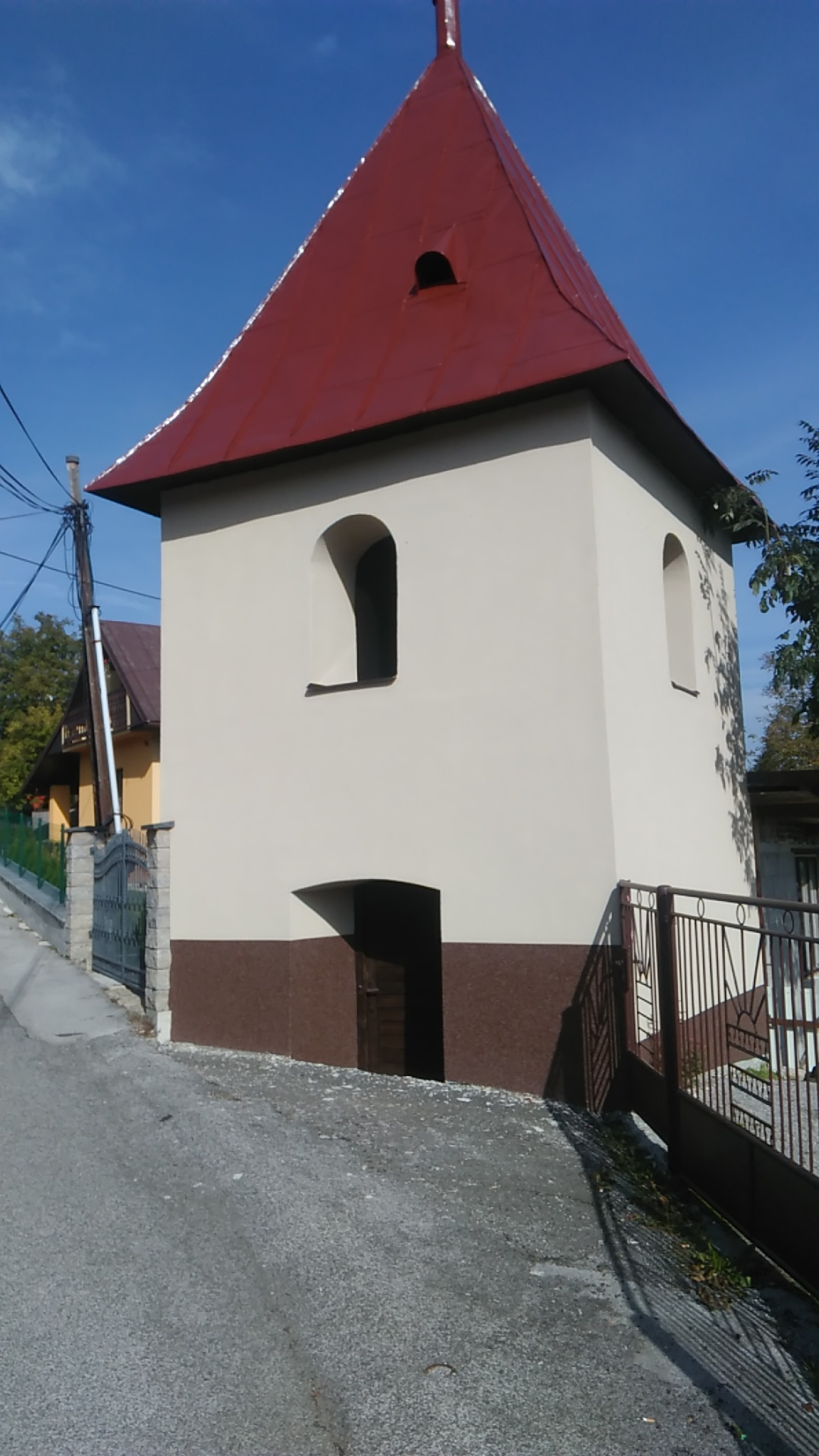
Harangláb 1838-ból
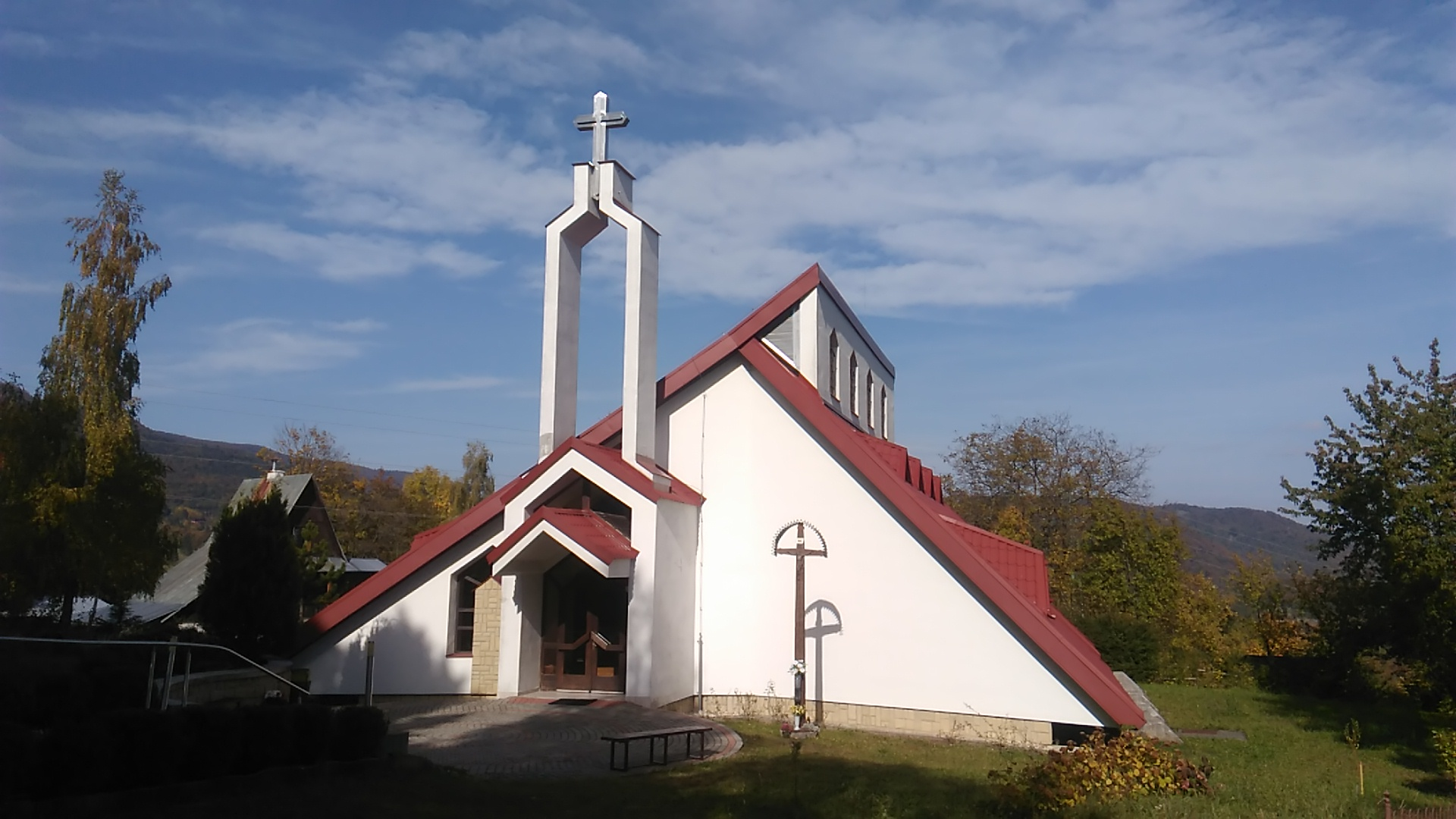
Templom 2003-ból
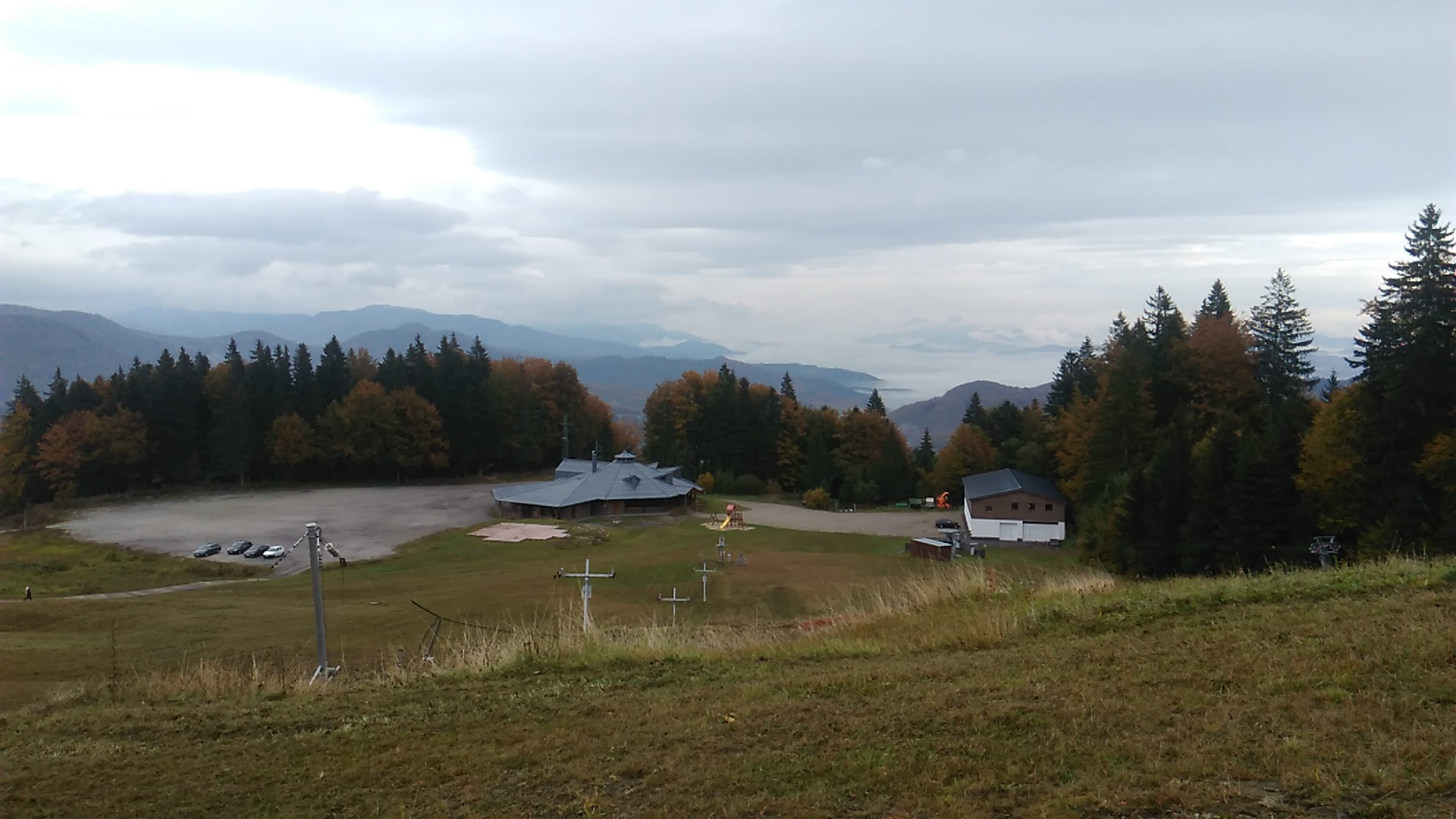
Sípályák